# Gerbald de Lieja
Gerbald (altres ortografies Ghaerbald, Garibaldus, Gerbaldus) (nascut all segle viii i mort el 18 d'octubre de 810) era bisbe de Lieja de 787 fins a la seva mort.
Sobre Gerbald, no se sap molt més que la data de l'inici i de la fi del seu episcopat. Era bisbe al moment quan Carlemany va transferir la seu del seu govern a Aquisgrà. Queda una missiva de Calermany a Ghaerbald al qual reprotxa una negligència a la gestió del bisbat i un manament de convocar un sínode per a fer tornar l'ordre a la diòcesi. S'ha conservat en un fascicle amb dues cartes als sacerdots del seu bisbat, probablement per a transmetre al delegat del rei a l'abril o maig de 806. Donen unes informacions interessants sobre el territori i el dret usuari a la diòcesi.
La suposada creació de vuit ardiacats segons certes fonts, és antedatada, els ardiacats són posteriors al temps de Gerbald. El fet que hauria inaugurat el 803, junts amb Carlemany, l'església de Sant Père d'Ukkel prop de Brussel·les, també és llegendari.